# ミゼットマン (ミサイル)

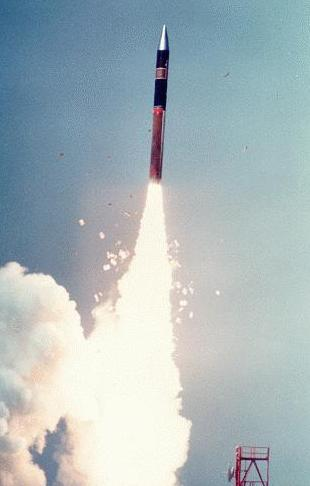
Midgetman

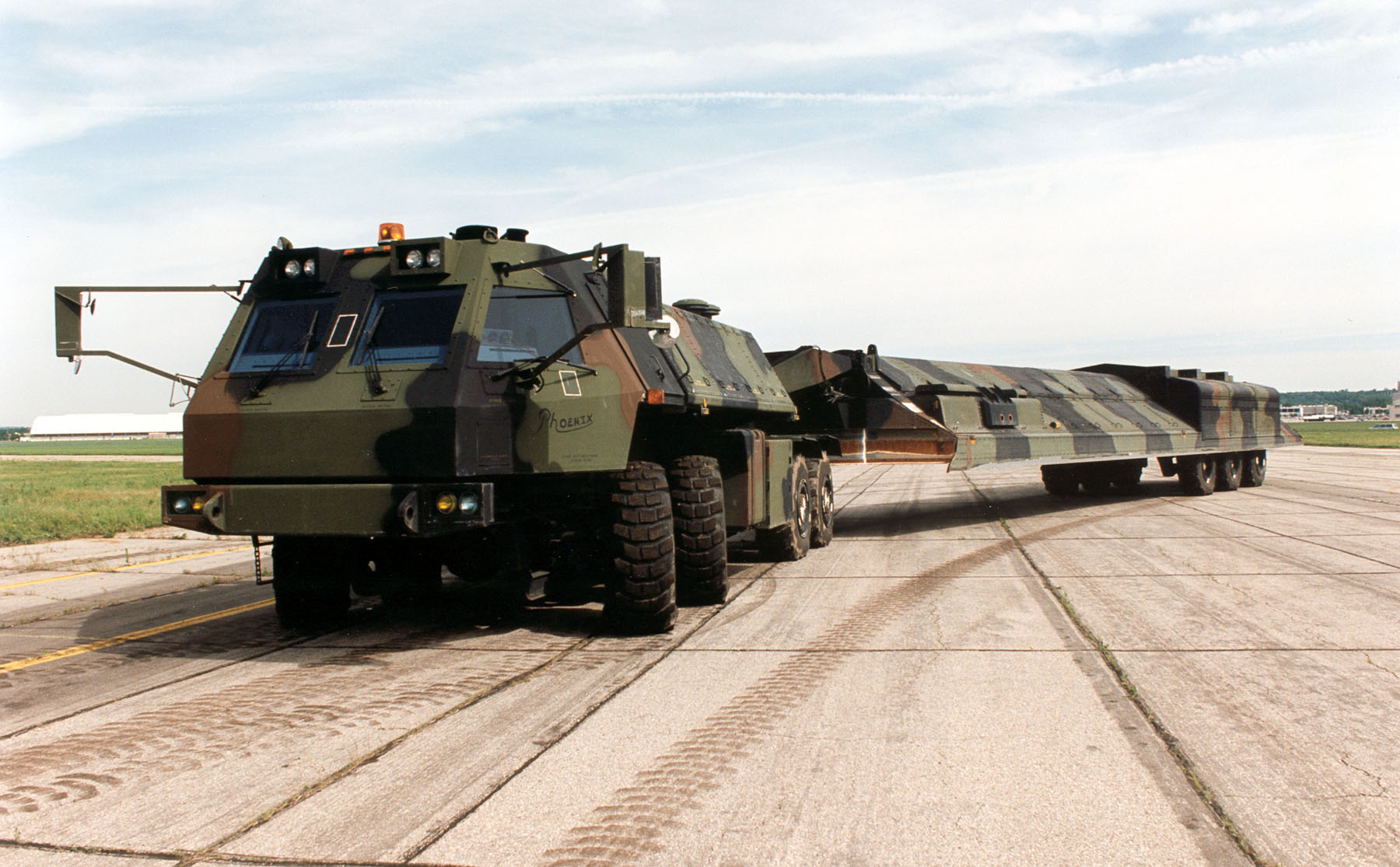
HML(Hardend Mobile Launcher)

ミゼットマン(XMGM-134 Midgetman)は、1980年代から1990年代にかけてアメリカ空軍が開発していた小型大陸間弾道ミサイル(Small Intercontinental Ballistic Missile )。冷戦の終結に伴い開発中止された。

## 概要
1980年代の半ばにおいて、アメリカ空軍は自らが保有する大陸間弾道ミサイルの生存性に対し、懸念を抱くようになった。ソビエト海軍の潜水艦発射弾道ミサイルが増勢してきており、それらがアメリカ近海より発射された場合、対応時間が短すぎ、ミサイルサイロに格納されたアメリカのICBMは発射前に破壊される可能性が大きくなってきた。固定式のサイロではなく、ミサイル発射機を移動方式とすることにより、ミサイルの位置を秘匿し、生存性を向上させることが目指された。この方法は、ソビエト連邦軍の移動式のICBM、SS-24（鉄道移動式）とSS-25（車両移動式）と同等のものでもあった。
ミサイルは車両移動方式のものであり、これはピースキーパーにて一時検討された鉄道搭載方式より、移動能力が高いと判断された。ミサイルは、車両に搭載するために比較的小型のものとなっている。全長はピースキーパーの21.6 mと比較し14 mと短く、搭載弾頭もMIRVではなく単弾頭となるが、ピースキーパーと同じ誘導航法装置やMk21再突入体を用い、半数必中界は90 mが予定されていた。
搭載車両は、索引車とミサイル1基を搭載したトレーラーで構成されている。ミサイルの発射は、キャニスターを立ち上げて行い、ガス圧によりミサイル本体をキャニスターより打ち上げるコールドランチ方式であった。ミサイル搭載車両は時速88 km以上で移動でき、平時には基地内にいるものの、有事に基地より出動することが考えられていた。小型・移動式の短所として、単弾頭であり所要弾頭数確保のためにはミサイル基数も多数となることや、発射指令のための通信確保、警備方法などが挙げられている。
1984年より小型大陸間弾道ミサイル計画(SICBM, Small Intercontinental Ballistic Missile)として検討が開始され、1986年12月より本格的な開発が開始された。開発はマーティン・マリエッタ社が行った。
最初の試射は1989年5月11日にヴァンデンバーグ空軍基地で行われたが、トラブルにより、打ち上げ70秒後に爆破され、失敗に終わった。1991年4月18日に2度目の試射が行われ、こちらは成功を収めた。しかし、冷戦の終結に伴い必要性が疑問視され、1992年4月に開発が中止された。

## 要目
- 全長： 14 m
- 直径： 1.17 m
- 重量： 13.6 t
- 射程： 11,000 km
- 機関： 3段式固体燃料ロケット
- 弾頭： W87 mod1核弾頭 1基（核出力：475 kt）-Mk21再突入体に搭載